# 17031 Piethut
17031 Piethut (1999 FL9) là một tiểu hành tinh vành đai chính được phát hiện ngày 2 tháng 3 năm 1999 by Lowell Observatory Near-Earth Object Search ở trạm Anderson Mesa. Tiểu hành tinh này được đặt tên theo tên của nhà vật lý vũ trụ Piet Hut, giáo sư của Institute for Advanced Study tại Princeton.